# مارک بیزلی
مارک بیزلی (انگلیسی: Mark Beesley؛ زادهٔ ۵ دسامبر ۱۹۸۰) بازیکن فوتبال اهل بریتانیا است.
از باشگاه‌هایی که در آن بازی کرده‌است می‌توان به باشگاه فوتبال اسکلمرسال یونایتد، باشگاه فوتبال یورک سیتی، باشگاه فوتبال وارینگتون تاون، باشگاه فوتبال پرستون نورث اند، باشگاه فوتبال کمبریج یونایتد، باشگاه فوتبال آلترینچام، باشگاه فوتبال نانت‌ویچ، باشگاه فوتبال بارسکو، باشگاه فوتبال ساوتپورت، باشگاه فوتبال تلفورد یونایتد، باشگاه فوتبال لانکستر، باشگاه فوتبال فلیتوود، باشگاه فوتبال فارست گرین راورز، و باشگاه فوتبال هرفورد یونایتد اشاره کرد.